# Inhuman Ritual Massmurder
Inhuman Ritual Massmurder – trzeci album studyjny polskiej grupy muzycznej Thunderbolt. Wydawnictwo ukazało się 20 czerwca 2004 roku nakładem wytwórni muzycznej Agonia Records. Nagrania zostały zrealizowane i zmiksowanie w lubelskich Hendrix Studios. Z kolei mastering został wykonany w Studio Q.

## Lista utworów
Opracowano na podstawie materiału źródłowego.
1. "Inhuman Ritual Massmurder" (sł. Aryman, muz. Paimon) - 5:14
2. "Chaos Reigns Over Megiddo" (sł. Aryman, muz. Necrosodom) - 4:46
3. "Ashes To Ashes...Death To All" (sł. Aryman, muz. Paimon) - 4:59
4. "Funeral Of The Ancient Spirit" (sł. Aryman, muz. Paimon) - 3:29
5. "May The Dead Rise And Smell The Incense" (sł. Aryman, muz. Necrosodom) - 5:53
6. "Everlasting Infernal Puissance" (sł. Aryman, muz. Paimon) - 3:58
7. "Impious Bewitchments Of Aberration" (sł. Aryman, muz. Necrosodom) - 4:16
8. "Firestorm" (sł. Aryman, muz. Necrosodom) - 2:54
9. "Diaboic Revelation" (sł. Aryman, muz. Necrosodom) - 4:37
10. "Armageddon (Genocide Cult)" (sł. Aryman, muz. Necrosodom, Paimon) - 3:33

## Twórcy
Opracowano na podstawie materiału źródłowego.
- Marek "Necrosodom" Lechowski - wokal, gitara elektryczna, gitara akustyczna, instrumenty klawiszowe
- Błażej "Paimon" Adamczuk - gitara elektryczna, gitara akustyczna, instrumenty klawiszowe
- Andrzej "D." Zdrojewski - gitara basowa, okładka, oprawa graficzna
- Paweł "Stormblast" Pietrzak - perkusja
- Arkadiusz Malczewski - inżynieria dźwięku
- Tomasz Rożek - mastering
- Christophe Szpajdel - logo
- Grzegorz Owczacz - zdjęcia